# لاک-ده-سز-ایل، کبک
لاک-ده-سز-ایل (به فرانسوی: Lac-des-Seize-Îles) شهری در منطقه شهری له پی-دان-او ناحیه لورانتید در استان کبک کانادا است. در سرشماری سال ۲۰۱۱ این شهر ۲۱۱ نفر جمعیت داشته‌است و مساحت آن ۸٫۴۹ کیلومتر مربع است.